# محاولة اغتيال ديك تشيني
كانت محاولة اغتيال ديك تشيني هجومًا انتحاريًا في عام 2007 أسفر عن مقتل ما يصل إلى 23 شخصًا وإصابة 20 آخرين في قاعدة بغرام في أفغانستان، أثناء زيارة ديك تشيني، نائب رئيس الولايات المتحدة آنذاك. وقع الهجوم داخل إحدى بوابات الأمن المحيطة بالقاعدة شديدة الحراسة على بعد 60 كيلومترًا شمال كابول. في عام 2007، كانت باغرام القاعدة الجوية الأمريكية الرئيسية في أفغانستان.

## الأحداث
في السابع والعشرين من فبراير وفي حوالي الساعة العاشرة صباحًا بالتوقيت المحلي، هاجم انتحاري البوابة الخارجية للقاعدة، مما أسفر عن مقتل 23 شخصًا وإصابة ما لا يقل عن 20 آخرين. وكان من بين القتلى الجندي الأمريكي دانيال زيزومبو، وهو مقاول أمريكي؛ والرقيب أول يون جانج هو، وهو جندي من كوريا الجنوبية؛ و20 عاملًا أفغانيًا في القاعدة.
كان نائب الرئيس ديك تشيني موجوداً في القاعدة وقت وقوع الهجوم، بعد أن وصل إلى أفغانستان في اليوم السابق للقاء حلفاء الولايات المتحدة. وأفاد مسؤولون أميركيون بأن نائب الرئيس لم يكن في خطر قط وأنه كان على بعد ميل واحد تقريباً من موقع الانفجار. وصرح قاري يوسف أحمدي، المتحدث المزعوم باسم طالبان، لوكالة أسوشيتد برس بأن طالبان كانت لديها علم مسبق بزيارة تشيني وأن تشيني كان الهدف المقصود—وهي ادعاءات قوبلت بالتشكك من جانب المسؤولين الأميركيين. ووصف أحد المتحدثين الأميركيين هذه الادعاءات بأنها «مبالغ فيها» ولاحظ أن «نائب الرئيس لم يكن من المفترض أن يكون هنا حتى أثناء الليل، لذا فإن هذا كان ليشكل مفاجأة للجميع». وذكر متحدث أميركي آخر، المقدم ديفيد أكيتا، أن المهاجم لم يحاول اجتياز أي من نقاط التفتيش الأمنية الأميركية، بل فجر نفسه بين مجموعة من الأفغان. ونُقل عن أكيتا قوله «إن وصف هذا بأنه محاولة مباشرة لاغتيال نائب الرئيس أمر سخيف». كان المهاجم عند نقطة التفتيش الأولى عندما فجّر نفسه، وكانت وكالة أسوشيتد برس قد أعدت بالفعل كاميرات لتصوير المنطقة على الطريق الرئيسي.
وقد كشفت تقارير لاحقة صدرت كجزء من تقارير المفتش العام لإعادة إعمار أفغانستان أن أنباء عن وجود تشيني قد تسربت، وأن القاذفة استهدفت قافلة أثناء مغادرتها للقاعدة اعتقادًا منها أن تشيني كان بداخلها. وكان تشيني ينوي في الأصل المغادرة في قافلة مختلفة كان من المقرر أن تغادر بعد 30 دقيقة. ولاحظت مصادر إعلامية أن هذه الصورة للقصف قوضت التصريحات المتشككة للمسؤولين الأميركيين ودعمت ادعاء طالبان بأن القصف كان محاولة جادة لاغتيال تشيني.